# Spincourt
Spincourt ist eine französische Gemeinde mit 815 Einwohnern (Stand: 1. Januar 2022) im Département Meuse in der Region Grand Est (bis 2015 Lothringen). Sie gehört zum Arrondissement Verdun und zum Kanton Bouligny. Die Einwohner werden Spincourtois oder Spinosiens genannt.

## Geografie
Spincourt liegt etwa 42 Kilometer nordwestlich von Metz und etwa 30 Kilometer nordöstlich von Verdun am Othain. Umgeben wird Spincourt von den Nachbargemeinden Nouillonpont im Nordwesten und Norden, Saint-Pierrevillers im Norden, Saint-Supplet im Nordosten, Xivry-Circourt im Nordosten und Osten, Domprix und Avillers im Osten, Dommary-Baroncourt und Domremy-la-Canne im Süden, Gouraincourt im Südwesten, Vaudoncourt im Westen sowie Muzeray im Westen und Nordwesten.

## Bevölkerungsentwicklung
| Jahr                       | 1962 | 1968 | 1975 | 1982 | 1990 | 1999 | 2006 | 2019 |
| Einwohner                  | 457  | 465  | 722  | 729  | 637  | 667  | 764  | 832  |
| Quellen: Cassini und INSEE |      |      |      |      |      |      |      |      |

## Sehenswürdigkeiten
- Kirche Saint-Hubert in Haucourt-la-Rigole aus dem 19. Jahrhundert
- Kirche Saint-Gorgon in Houdelaucourt-sur-Othain aus dem 18. Jahrhundert
- Kirche Saint-Clément in Ollières aus dem 18. Jahrhundert
- Kirche Saint-Martin in Réchicourt aus dem 18. Jahrhundert
- Kirche Saint-Pierre in Spincourt aus dem Jahre 1753

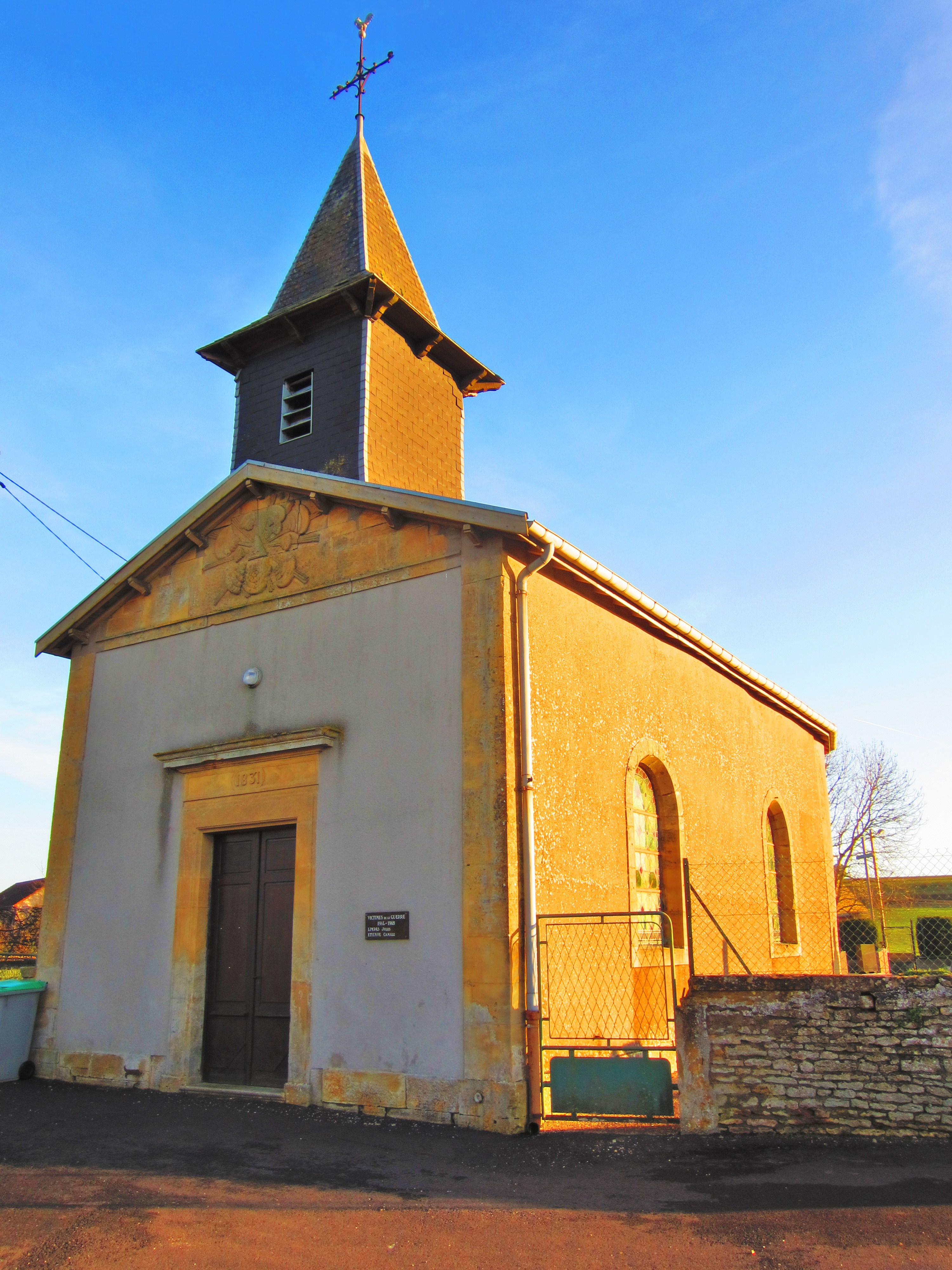
Kirche Saint-Hubert
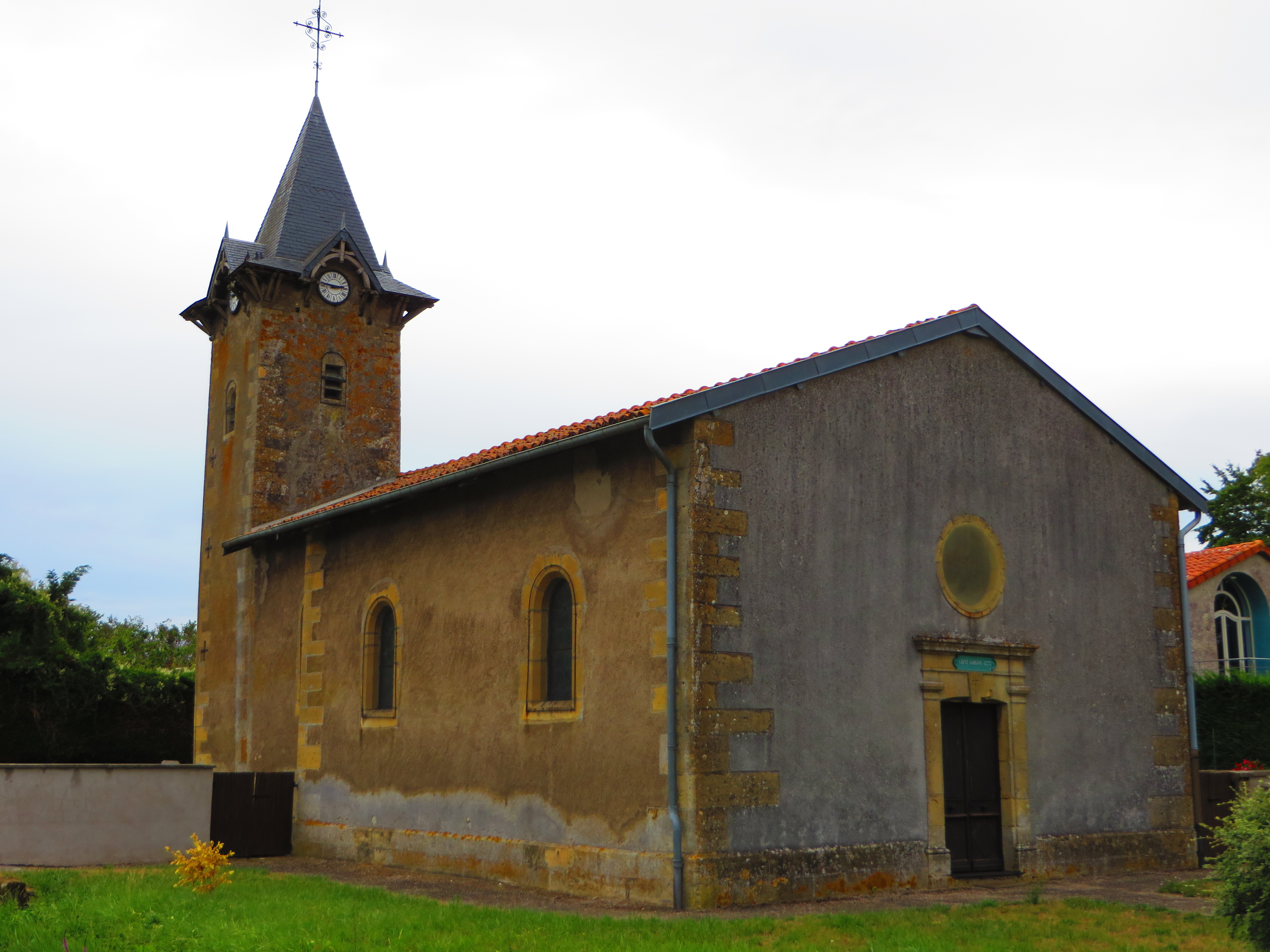
Kirche Saint-Gorgon
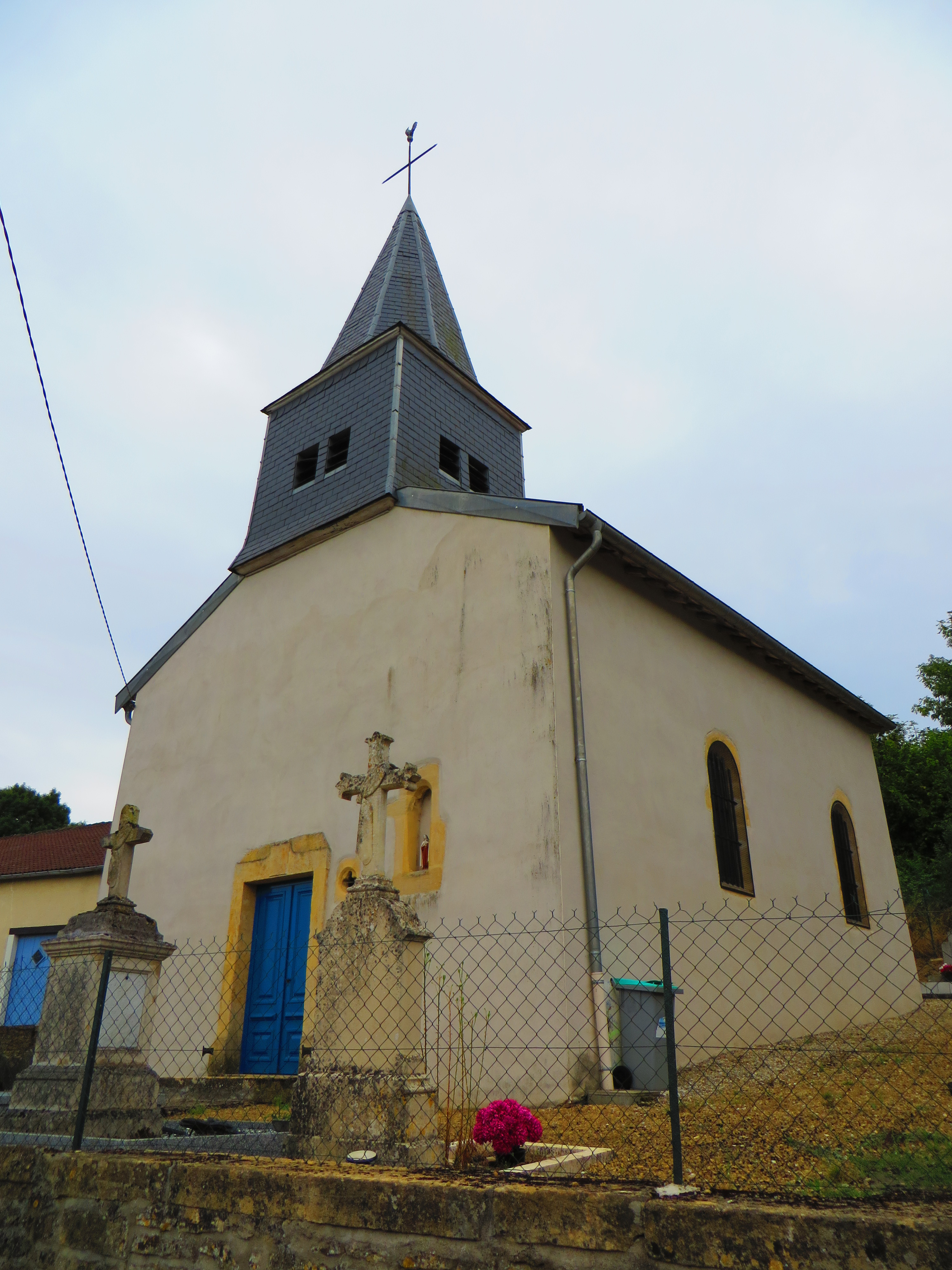
Kirche Saint-Clément
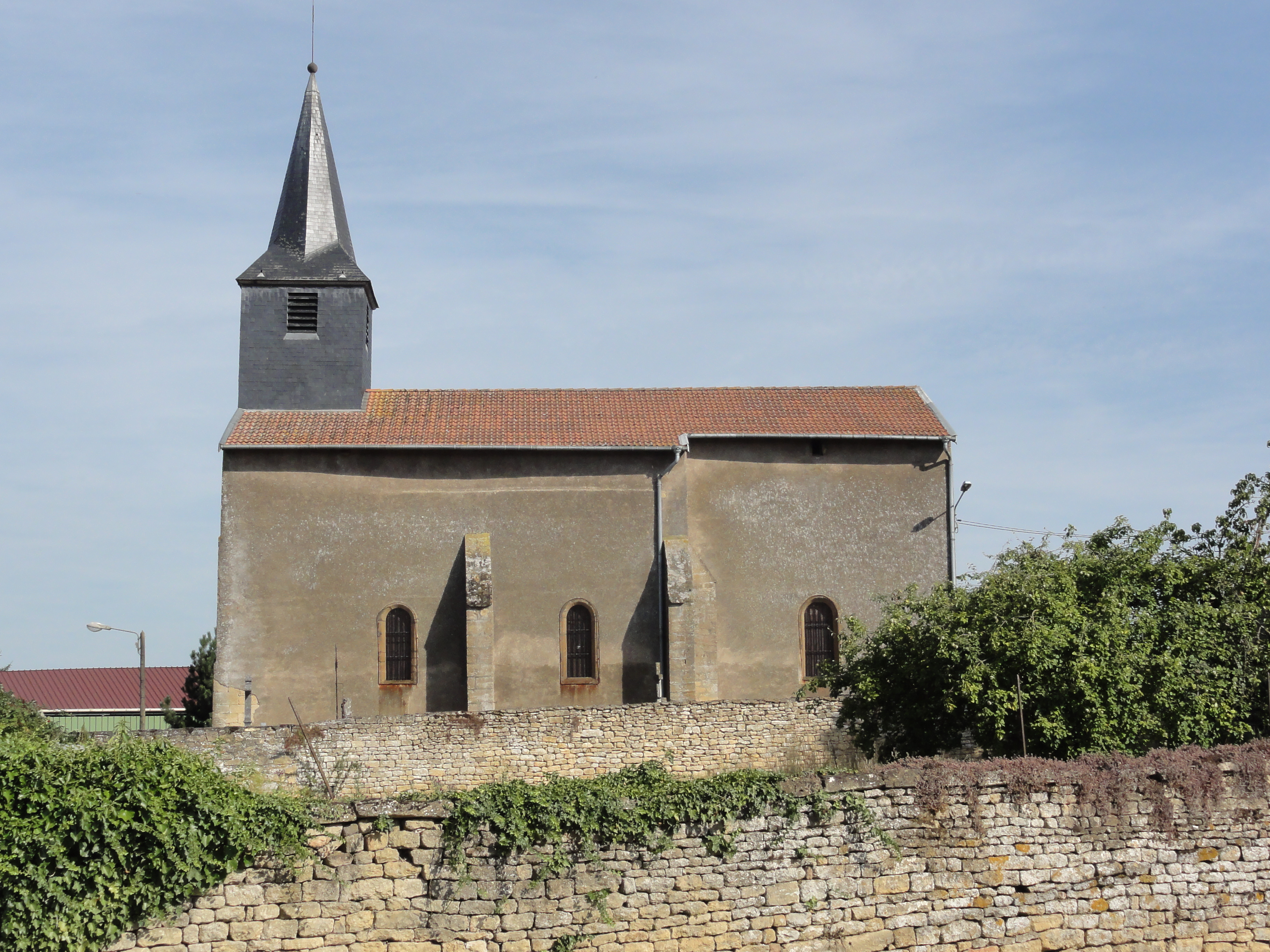
Kirche Saint-Martin
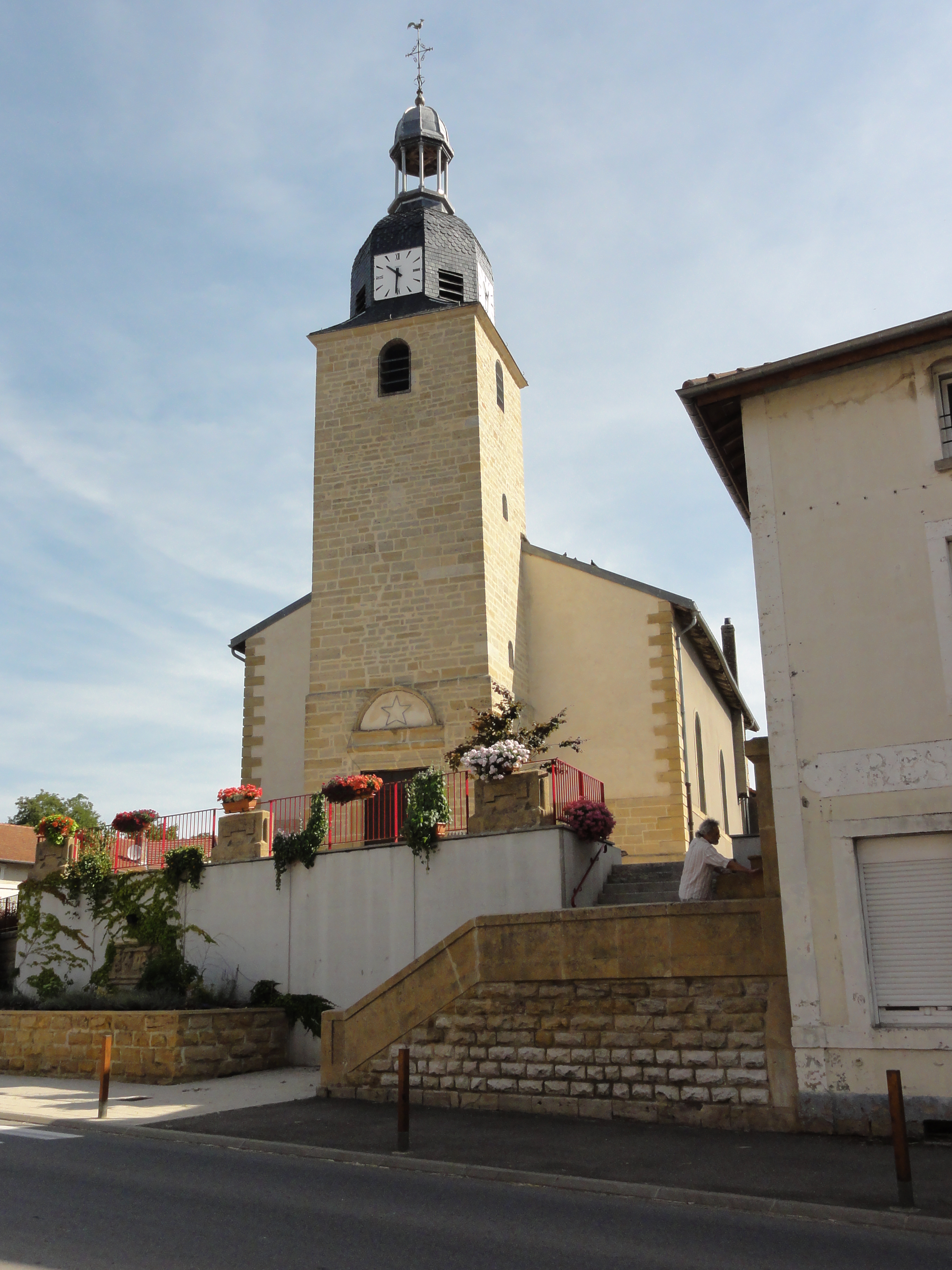
Kirche Saint-Pierre

## Persönlichkeiten
- Louis Bertrand (1866–1941), Schriftsteller